# Trisetum bifidum
Trisetum bifidum là một loài thực vật có hoa trong họ Hòa thảo. Loài này được (Thunb.) Ohwi miêu tả khoa học đầu tiên năm 1931.

## Hình ảnh

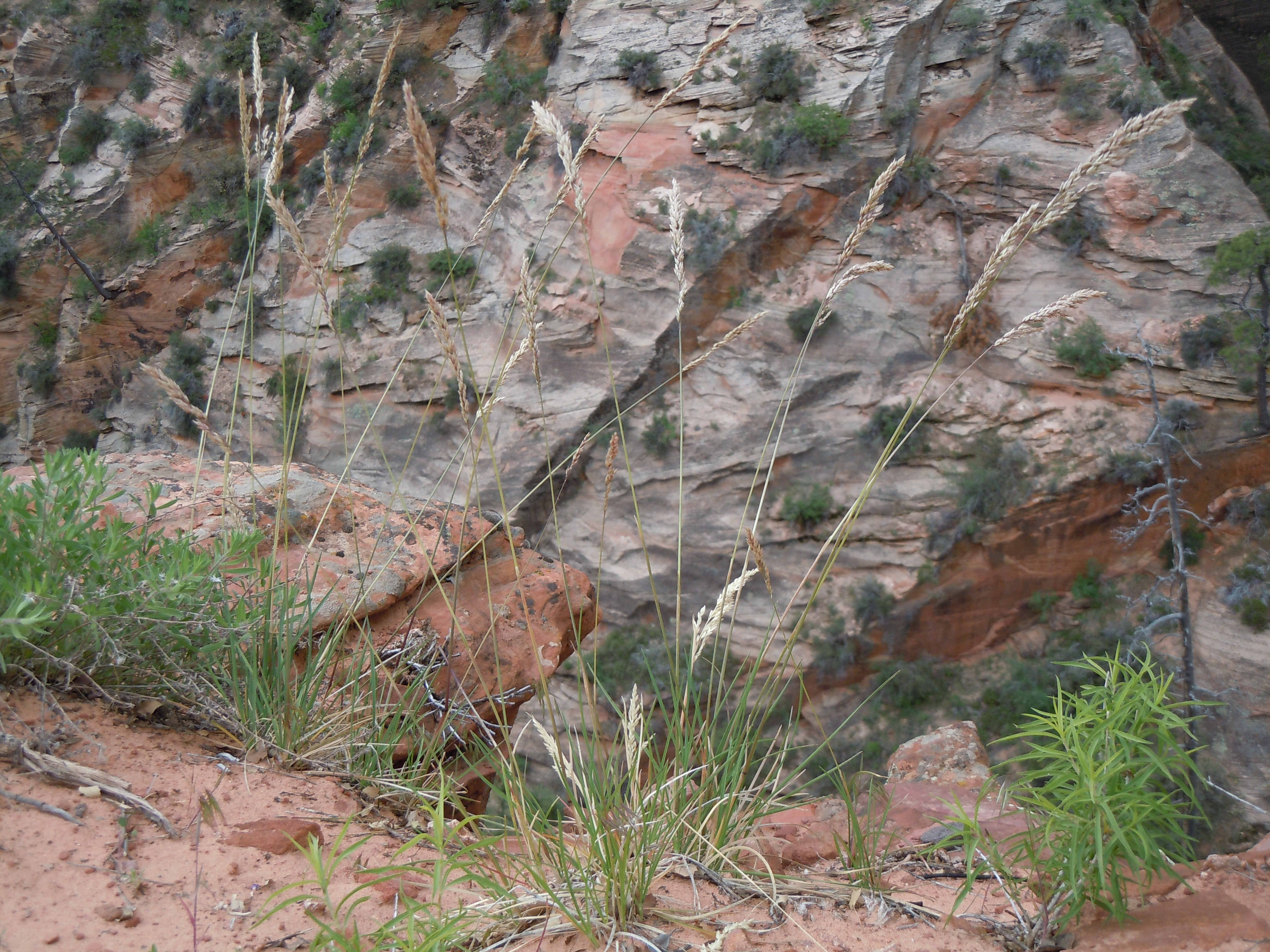